# Joe Derrane

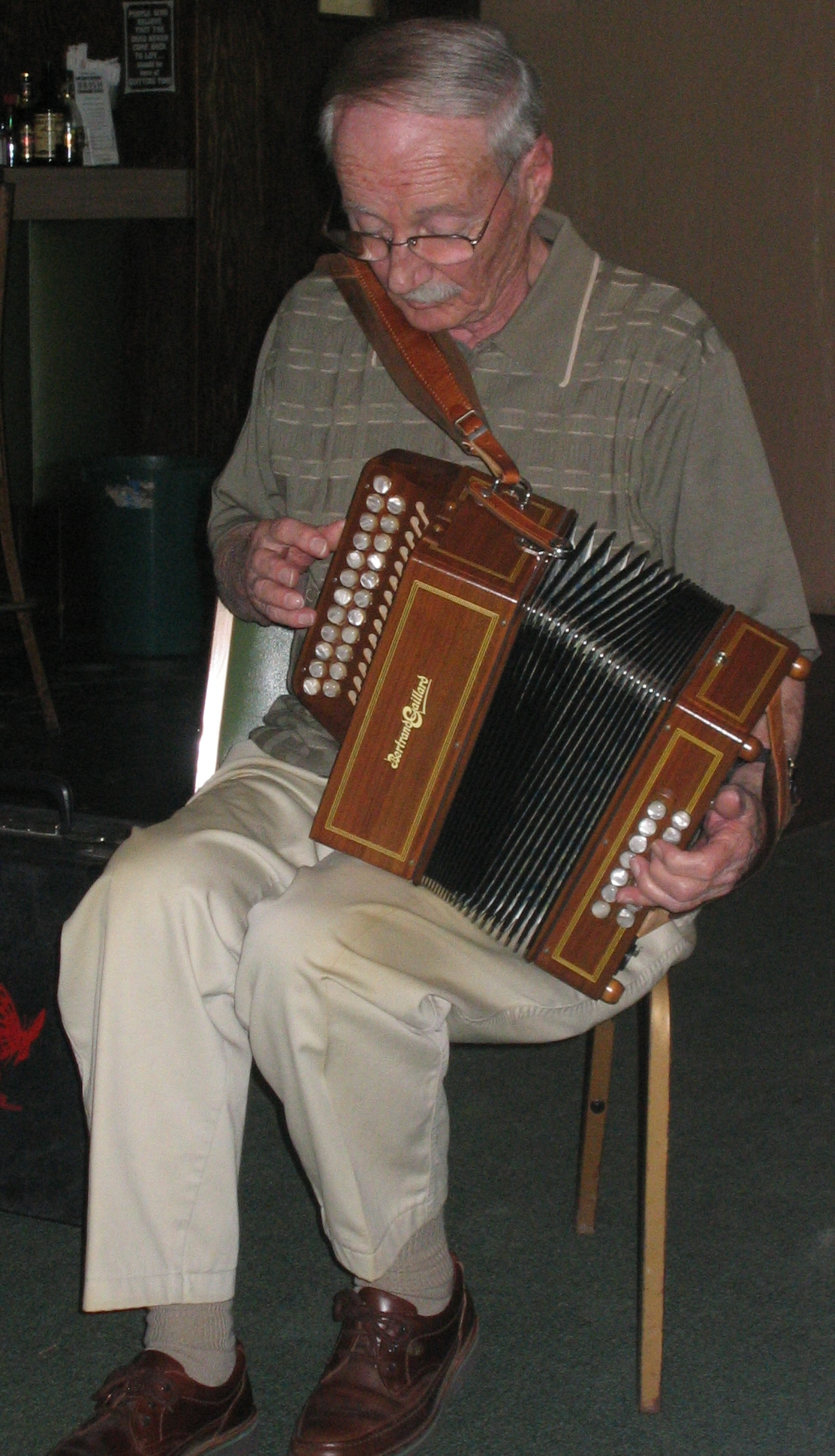
Joe Derrane

Joe Derrane (Boston (Verenigde Staten), 1930) is een Amerikaanse accordeonist
Hij is in Boston geboren in een uit Ierland geëmigreerd gezin; Joe was de oudste van drie zoons. Zijn vader speelde ook accordeon en zijn moeder speelde viool. Joe begon les te nemen op tienjarige leeftijd bij Jerry O'Brien, een accordeonist die gespeeld had bij Joe O'Leary's Irish Minstrels. Later ging hij spelen met bands zoals Johnny Powell's Irish Dance Band, The Stars of Erin, The Galway Bay Band, The Irish All-Stars and The All-Star Ceili Band. Voor het spelen van Ierse traditionele muziek kwam hij terug op het Irish Folk Festival te Wolf Trap Farm Park. Sindsdien produceerde Derrane een aantal albums. 

## Discografie
- Heruitgave op CD van 78 toeren platen uit de late veertiger jaren, 1993
- Irish Accordion, 1993
- Give Us Another, 1995
- Irish Accordion Masters (1995)
- Return to Inis Mor, 1996
- The Tie That Binds, 1998
- Ireland's Harvest, met Frankie Gavin en Brian McGrath, 2002
- The Boston Edge, met Seamus Connolly en John McGann, 2004
- The Man Behind the Box, 2004
- Planet Squeezebox, drie CD's
- The Joe Derrane & Jerry O'Brien
- The Master's Choice
- Joe Derrane, Jerry O'Brien, Bobby Gardiner

- International Standard Name Identifier: 0000 0000 3949 5865
- Library of Congress Control Number: no95053579
- MusicBrainz: 5962b4cb-b898-420b-9b3e-98826b2863c5
- Virtual International Authority File: 73440959
- WorldCat: E39PBJdGRDy9f4CRYDf7qXgBT3